# Edificio La Caixa
El Edificio La Caixa es un edificio de oficinas de la ciudad española de Madrid. Es la sede de la fundación bancaria La Caixa en Madrid, mientras que su sede principal está en Palma de Mallorca.

## Historia y características
Sito en el número 51 del paseo de la Castellana en una manzana formada por la intersección de dicha vía con las calles de Miguel Ángel y García de Paredes (barrio de Almagro), fue proyectado por el arquitecto José María Bosch Aymerich en 1978; fue inaugurado como sede de La Caixa hacia 1980. Con 8 plantas, parte del edificio fue vendido por la compañía catalana en 1992, aunque posteriormente, en 2008, recuperaría la propiedad de la totalidad del inmueble. La esquinas están achaflanadas, con una anchura de los chaflanes variable con la altura.